# Mariano Arrate
Mariano Arrate Esnaola, futbolista español (12 de agosto de 1892-24 de diciembre de 1963), conocido como Arrate o Mariano Arrate.
Natural de la ciudad vasca de San Sebastián (España), Arrate destacó en las décadas de 1910 y 1920 como una de las primeras estrellas del equipo de su ciudad natal, la Real Sociedad de Fútbol. También destacó como integrante de la selección española de fútbol, de la que fue su primer capitán y con la que ganó la Medalla de plata en los Juegos Olímpicos de Amberes 1920. 

## Biografía
Mariano Arrate nació en San Sebastián el 12 de agosto de 1892. Pertenecía a una familia humilde dentro de la burguesa sociedad donostiarra de finales del siglo XIX y principios del XX. Sus padres trabajaban de bañeros. A los quince años Arrate comenzó a ganarse la vida trabajando como estibador y manejando una grúa en el Puerto de San Sebastián. Mariano Arrate nunca llegó a ser profesional del fútbol y se ganó la vida trabajando como gruista durante su carrera como futbolista, actividad con la que prosiguió hasta muchos años después de retirarse del fútbol.
Arrate comenzó a jugar al fútbol en el Luchana. De ahí pasó en 1909 al Athletic de San Sebastián, equipo de su ciudad natal, en el que estuvo varios años, hasta que en 1911 fichó por la Real Sociedad de Fútbol, equipo creado dos años antes y que se perfilaba ya por aquel entonces como el equipo representativo de su ciudad.
Mariano Arrate jugaba en el puesto de defensa izquierdo (en aquel entonces los equipos jugaban habitualmente con solo dos defensas). Su juego se caracterizaba por su poderío físico, su intuición al adelantarse a las jugadas del adversario y su entereza en defensa. 
Llegó a la Real Sociedad en 1911 con 19 años de edad y permaneció 13 temporadas en el club de San Sebastián, hasta retirarse en 1924, casi con 32 años de edad. Mariano Arrate jugó solo 65 partidos con la Real Sociedad debido a que en aquella época se disputaban pocos encuentros oficiales cada temporada. Marcó 11 goles con la Real Sociedad.
En 1913 alcanzó con su equipo la final de la Copa de España que había organizado la Unión Española de Clubs de Football. La final se disputó a doble partido, siendo necesario un tercer partido de desempate que se saldó finalmente con la victoria del Fútbol Club Barcelona, rival de la Real en la final, por 2-1. Mariano Arrate jugó los tres partidos de aquella final.
Mariano Arrate formó parte también del once de la Real Sociedad en el partido inaugural del Estadio de Atotxa que se disputó el 5 de octubre de 1913 frente al Athletic Club.
Además del subcampeonato de España de 1913, los mayores éxitos que obtuvo Arrate con la Real Sociedad fueron los Campeonatos de Guipúzcoa de 1919 y 1923. Durante el tiempo que Mariano Arrate estuvo en el equipo fue el capitán habitual del mismo y trasladó ese papel a la selección española en 1920. Mariano Arrate está considerado como uno de los mejores defensas del fútbol español de principios de siglo; así como la primera estrella de la Real Sociedad de Fútbol, junto con el portero Agustín Eizaguirre.
Mariano Arrate coincidió en la Real Sociedad durante un tiempo con otros dos hermanos futbolistas: Amador Arrate y Miguel Arrate, que sin embargo no destacaron tanto como él.
Recibió la insignia de oro y brillantes de la Real Sociedad. Murió el 24 de diciembre de 1963 en San Sebastián.

## Selección nacional
Arrate fue internacional con la Selección nacional de fútbol de España en 6 ocasiones, marcando 1 gol.
Su debut con la selección española coincidió con el primer partido que disputó la selección española en su historia, un 28 de agosto de 1920 en Bruselas, frente a Dinamarca, a la que España venció por 1-0. Además de formar parte del primer once de la historia de la selección española, Arrate fue su primer capitán.
Aquel partido fue parte del torneo de fútbol de los Juegos Olímpicos de Amberes 1920, donde Arrate disputó 4 de los 5 partidos del torneo, marcando un gol de penalti en el único partido en el que España resultó derrotada, Bélgica 3 España 1. Aquel campeonato se saldó con un gran éxito para España, ya que esta selección obtuvo la Medalla de plata.
A Arrate se le ha atribuido tradicionalmente el papel de primer abanderado en la historia del olimpismo español, pero realmente fue la persona que portó el cartel con el nombre del país, no la bandera, en el desfile inaugural de los Juegos de Amberes de 1920.
Mariano Arrate participaría en dos compromisos internacionales más, en partidos amistosos. El último de ellos se disputó en Amberes el 4 de febrero de 1923 y España perdió 1-0 frente a la anfitriona Bélgica.
En 1922 participó con una selección vasca en una gira por Sudamérica.

## Clubes
| Club          | País   | Año       |
| ------------- | ------ | --------- |
| Luchana       | España | 1908-1909 |
| San Sebastián | España | 1909-1911 |
| Real Sociedad | España | 1911-1924 |

## Títulos

### Campeonatos regionales
| Título         | Club          | País   | Año  |
| -------------- | ------------- | ------ | ---- |
| Camp.Guipúzcoa | Real Sociedad | España | 1919 |
| Camp.Guipúzcoa | Real Sociedad | España | 1923 |

## Participaciones en torneos internacionales
| Torneo                           | Selección | Resultado        |
| -------------------------------- | --------- | ---------------- |
| Juegos Olímpicos de Amberes 1920 | España    | Medalla de plata |